# Giuseppe Donizetti

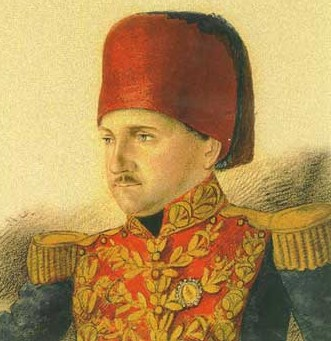
Giuseppe Donizetti

Giuseppe Donizetti (Bergamo, 6 november 1788 – Istanboel, 12 februari 1856) was een Italiaans componist, militaire kapelmeester en fluitist. Hij werd in een arm weversgezin geboren en was de oudere broer van Gaetano Donizetti.

## Levensloop
Zijn opleiding kreeg hij in een militaire academie. Hij was aanvankelijk fluitist in een militair muziekkorps en bracht het tot kapelmeester in het leger van Napoleon Bonaparte. Zo naam hij zelfs deel aan de Slag bij Waterloo. Nadien moest hij uiteraard naar een nieuwe werkgever uitkijken en werd kapelmeester bij het Reggimento Provinziale di Casale in Italië.
Donizetti werd in 1828 door de sultan Mahmud II naar Turkije geroepen. Deze had met de Janitsaren afgerekend (ze in 1827 feitelijk volledig uitgemoord) en zat dus zonder Janitsaren-muziekkapel. Net als het leger wilde hij ook de militaire muziek op Europese leest schoeien.
In 1829 kon Donizetti een reeks concerten geven met zijn Keizerlijke Ottomaanse Muziekkapel. Ter vervanging van de afgeschafte Janitsarenmuziek richtte Donizetti een militair harmonieorkest naar westers model op. Hij heeft een belangrijke rol gespeeld in de hervorming van de muziekkapel, de Musika-i-Humayoun. Donizetti begreep dat alleen een gedegen muzikale opleiding, ook in het leger, de basis voor een serieus muziekleven kon vormen. Hij stichtte een muziekschool, introduceerde in Turkije voor het eerst een volwaardig notenschrift, en gaf les aan familieleden van de sultan (inclusief de harem). Zijn muziekschool werd de basis voor de latere militaire muziekacademie, terwijl zijn kapel de voorloper werd van de huidige presidentiële kapel. In 1829 bestond het repertoire van de kapel uit enkele marsen. Zo bestelde Giuseppe een mars bij zijn broer Gaetano Donizetti (Mars voor de Turkse Sultan Abdul Medjid) en bij Gioacchino Rossini.
Hij schreef enkele marsen: Mahmudiye Marsi (Mars voor Mahmud) en Mecidiye Marsi (Mars voor Mecidiye) Ook verwerkte hij bestaande stukken naar meer polyfone vorm. Hij gebruikte Turkse elementen in zijn composities (met name de makammen (een Turkse variant van een Arabisch toonstelsel), wat een speciale kleur aan zijn muziek geeft.
Voor zijn verdiensten verkreeg Donizetti van de sultan de eretitel van Pasha, wat zowat zoveel betekent als generaal. Zijn functie was Instructeur-Generaal van de Keizerlijke Muziek van de Ottomaanse sultan Mahmud II (1808-1839).
Hij verbleef tot aan zijn dood in 1856 in Istanboel, waar hij nog heel wat gelegenheidsmuziek schreef.
Verder organiseerde hij concerten en operavoorstellingen aan het hof en was hij gastheer voor rondtrekkende virtuozen, onder wie Franz Liszt. Mogelijk is het Ottomaans volkslied door Donizetti gecomponeerd.
Hij is begraven in de gewelven van de St.-Espritkathedraal in Istanboel. Na zijn dood werd hij opgevolgd door zijn landgenoot Guatelli en daarna door de Fransman d'Aranda. Pas in 1910 werd voor het eerst een Turk als kapelmeester aangesteld.

## Composities

### Werken voor harmonieorkest
- Mahmudiye Marsi (Mars voor Mahmud)
- Mecidiye Marsi (Mars voor Mecidiye)